# 시리어스 맨
《시리어스 맨》(A Serious Man)은 프랑스에서 제작된 조엘 코언 감독의 2009년 블랙코미디 영화이다. 마이클 스털버그 등이 주연으로 출연하였고 에단 코언 등이 제작에 참여하였다.

## 출연

### 주연
- 마이클 스털버그
- 리차드 카인드

### 조연
- 프레드 멜라메드
- 사리 레닉
- 아론 울프
- 제시카 맥매너스
- 피터 브레이트마이어
- 브렌트 브라운쉬웨이그
- 데이빗 강

## 기타
- 미술: 제스 곤처
- 세트: 낸시 헤이그
- 의상: 메리 조프레즈
- 배역: 엘렌 체노워스
- 배역: 레이첼 테너

## 음악
1. "Somebody to Love[2]", Jefferson Airplane (2:58)
2. "Today", Jefferson Airplane (3:02)
3. "Comin' Back to Me", Jefferson Airplane (5:16)
4. "Machine Gun[2]", Jimi Hendrix (12:36)

## 개봉
이 영화는 2009년 10월 2일 미국에서 제한적으로 개봉되었다. 2009년 9월 12일 토론토 국제 영화제에서 초연되었다.

### 박스오피스
| 영화        | 개봉일          | 박스오피스 소득 | 박스오피스 소득 | 박스오피스 소득 | 박스오피스 순위       | 박스오피스 순위          | 제작비     | 참조  |
| 영화        | 미국            | 미국            | 국제            | 전 세계         | 전체 시간 기준 (미국) | 전체 시간 기준 (전 세계) | 제작비     | 참조  |
| ----------- | --------------- | --------------- | --------------- | --------------- | --------------------- | ------------------------ | ---------- | ----- |
| 시리어스 맨 | 2009년 10월 2일 | $9,228,768      | $22,201,566     | $31,430,334     | #3,818                | 알 수 없음               | $7,000,000 | [ 6 ] |